# Domenico Messina
 Der er for få eller ingen kildehenvisninger i denne artikel, hvilket er et problem. Du kan hjælpe ved at angive troværdige kilder til de påstande, som fremføres i artiklen.

Domenico Messina (født 12. august 1962 i Cava de' Tirreni) er en italiensk fodbolddommer. Messina har aldrig dømt EM eller VM, men han har dømt 12 kampe i Mesterligaen og 8 kampe i UEFA-cupen.